# Сосна кримська (Турбівське лісництво)
Сосна кримська — ботанічна пам'ятка природи місцевого значення. Розташована у Липовецькому районі Вінницької області (Турбівське лісництво, кв. 5, діл. 16) поблизу с. Малі Крушлинці Вінницького району. Природоохоронний статус отримала на основі рішення Вінницького облвиконкому від 28.08.1983 р. № 384. Охороняється ділянка цінного продуктивного насадження сосни кримської з домішкою ялини звичайної та дуба звичайного віком понад 50 років.